# Vier letzte Lieder
Die Vier letzten Lieder, AV 150 - TrV 296 von Richard Strauss für Sopran und Orchester nach Gedichten von Hermann Hesse und Joseph von Eichendorff entstanden 1948 in der Schweiz, wohin Strauss mit seiner Frau nach Kriegsende gezogen war. 
Ihr Titel stammt nicht vom Komponisten, sie waren auch nicht als abgeschlossener Zyklus gedacht. Sie dokumentieren vielmehr eine kontinuierliche, dynamische Auseinandersetzung mit den Themen Tod und Abschied, auch vor dem Hintergrund des vergangenen Krieges und im Gewärtigen des eigenen, baldigen Todes. Im letzten der vier Lieder, Im Abendrot, zitiert Strauss nicht nur sein eigenes Orchesterstück Tod und Verklärung, sondern, rhythmisch leicht abgewandelt, auch den Beginn des Deutschen Requiems von Johannes Brahms.

## Entstehungsgeschichte
Strauss hatte in dieser Zeit zufällig Hermann Hesse in einem Schweizer Hotel kennengelernt.
Hesse war die Begegnung nicht angenehm, auch weil ihm Strauss’ „rauschender“ Stil nicht zusagte. Zu den Vier letzten Liedern sagte Hesse später, sie erschienen ihm „wie alle Strauss-Musik: virtuos, raffiniert, voll handwerklicher Schönheit, aber ohne Zentrum, nur Selbstzweck.“
In der ersten gedruckten Ausgabe, die postum 1950 bei Boosey & Hawkes erschien, wurde auf Anweisung des Verlagsleiters Ernst Roth, mit dem Strauss befreundet war, eine von der Chronologie der Entstehung abweichende Reihenfolge gewählt, die bis heute – auch im Konzertgebrauch – beibehalten wurde:
- 1. Frühling (Abschlussdatum: Pontresina, 13. Juli 1948; Text: Hermann Hesse, April 1899)
- 2. September (Abschlussdatum: Montreux, 20. September 1948; Text: Hermann Hesse, 23. September 1927)
- 3. Beim Schlafengehen (Abschlussdatum: Pontresina, 4. August 1948; Text: Hermann Hesse, Juli 1911)
- 4. Im Abendrot (Abschlussdatum: Montreux, 6. Mai 1948; Text: Joseph von Eichendorff)

Es war auch Roth, der der Ausgabe den Titel Vier letzte Lieder gab.
Die Uraufführung fand am 22. Mai 1950 in der Royal Albert Hall in London statt; die Interpreten waren Kirsten Flagstad und das Philharmonia Orchestra unter Leitung von Wilhelm Furtwängler.

## Text
1. Frühling (Text: Hermann Hesse)
2. September (Text: Hermann Hesse)
3. Beim Schlafengehen (Text: Hermann Hesse)
(Hesses Werke sind bis 31. Dezember 2032 urheberrechtlich geschützt und dürfen deshalb hier nicht wiedergegeben werden.)
4. Im Abendrot (Text: Joseph von Eichendorff)
Wir sind durch Not und Freude

gegangen Hand in Hand;

vom Wandern ruhen wir (beide) [von Strauss gestrichen]

nun überm stillen Land.

Rings sich die Täler neigen,

es dunkelt schon die Luft.

Zwei Lerchen nur noch steigen

nachträumend in den Duft.

Tritt her und laß sie schwirren,

bald ist es Schlafenszeit.

Daß wir uns nicht verirren

in dieser Einsamkeit.

O weiter, stiller Friede!

So tief im Abendrot.

Wie sind wir wandermüde –

Ist dies etwa der Tod?

## Instrumentation
3 Flöten, 2 Oboen, Englisch Horn, 2 Klarinetten (in B and A), Bassklarinette, 2 Fagotte, Kontrafagott, 4 Hörner (in F, auch Es und D), 3 Trompeten (in C, Es und F), 3 Posaunen, Tuba, Pauke, Harfe, Celesta, und Streicher.

## Aufnahmen (Auswahl)
- Kirsten Flagstad, Philharmonia Orchestra London, Wilhelm Furtwängler. 1950.
- Sena Jurinac, Kungliga Filharmoniska Orkestern, Fritz Busch. 1951.
- Elisabeth Schwarzkopf, Philharmonia Orchestra London, Otto Ackermann. 1953.
- Lisa della Casa, Wiener Philharmoniker, Karl Böhm. 1953.
- Hanne-Lore Kuhse, Gewandhausorchester Leipzig, Václav Neumann, Eterna-Nr. 820469. 1965.
- Elisabeth Schwarzkopf, Radio-Symphonieorchester Berlin, George Szell. 1965.
- Birgit Nilsson, Swedish Radio Symphony Orchestra, Leif Segerstam, 1970
- Mimi Coertse, National Symphony Orchestra of the SABC/Johannesburg, Edgar Cree. 1974.
- Leontyne Price, New Philharmonia Orchestra, Erich Leinsdorf. 1974.
- Gundula Janowitz, Berliner Philharmoniker, Herbert von Karajan. 1974.
- Lucia Popp, London Philharmonic Orchestra, Klaus Tennstedt. 1982.
- Jessye Norman, Gewandhausorchester Leipzig, Kurt Masur. 1982.
- Sylvia Sass, Ungarisches Staatsopernorchester, Ervin Lukács. 1982.
- Elly Ameling, Concertgebouw-Orchester, Wolfgang Sawallisch. 1983.
- Anna Tomowa-Sintow, Berliner Philharmoniker, Herbert von Karajan. 1986.
- Felicity Lott, Royal Scottish National Orchestra, Neeme Järvi. 1986.
- Arleen Augér, Wiener Philharmoniker, André Previn. 1988.
- Kiri Te Kanawa, Wiener Philharmoniker, Georg Solti. 1990.
- Dame Gwyneth Jones, Tokyo Symphony Orchestra, Roberto Paternostro, 29. Mai 1991 live at Suntory Hall (Tokyo) (HMT).
- Cheryl Studer, Staatskapelle Dresden, Giuseppe Sinopoli. 1993
- Renée Fleming, Houston Symphony Orchestra, Christoph Eschenbach. 1996.
- Angela Denoke, Philharmonisches Orchester der Stadt Ulm, James Allen Gähres, 17. Dezember 1996 live at Theater Ulm.
- Jane Eaglen, London Symphony Orchestra, Donald Runnicles. 1999.
- Karita Mattila, Berliner Philharmoniker, Claudio Abbado. 1999
- Soile Isokoski, Rundfunk-Sinfonieorchester Berlin, Marek Janowski. 2001.
- Georgina von Benza, Rundfunk-Sinfonieorchester Saarbrücken, Marco de Prosperis, 2004.
- Nina Stemme, Royal Opera House Orchestra, Covent Garden, London, Antonio Pappano. 2006.
- Anja Harteros, Sächsische Staatskapelle Dresden, Fabio Luisi. 2007.
- Renée Fleming, Münchner Philharmoniker, Christian Thielemann. 2009.
- Dorothea Röschmann, Rotterdams Philharmonisch Orkest, Yannick Nézet-Séguin. 2011.
- Lise Davidsen, Philharmonia Orchestra, Esa-Pekka Salonen, 2019.
- Diana Damrau, Symphonieorchester des Bayerischen Rundfunks, Mariss Jansons. 2020.
- Rachel Willis-Sørensen, Gewandhausorchester Leipzig,  Andris Nelsons. 2023.
- Asmik Grigorian, Orchestre Philharmonique de Radio France, Mikko Franck. 2024.

Nur Im Abendrot:
- Inga Nielsen, Ingo Metzmacher, Inga Nielsen – Voices. Chandos. 2007.